# Monteiro
Monteiro é um município brasileiro do estado da Paraíba, Região Nordeste. Pertence a região do Sertão do Cariri (Ocidental) Paraibano. De acordo com o IBGE, no ano de 2016, sua população era estimada em 33.039 habitantes.

## História
Antes de surgir oficialmente na história Monteiro era uma área de fazendeiros e criadores de gado. No final do século XVIII, algumas famílias lá se estabeleceram e, em 1800, Manoel Monteiro do Nascimento desmembrou uma área de sua fazenda, chamada Lagoa do Periperi, para construir uma capela consagrada a Nossa Senhora das Dores, distante 300 metros da margem do Rio Paraíba.
A beleza do local foi atraindo habitantes e, em pouco tempo, formou-se um povoado que, em 1840, deixou de ser Lagoa do Periperi e passou a se chamar Povoação da Lagoa (havia apenas duas casas de telha na época). Pouco tempo depois, em homenagem ao seu fundador, o povoado recebeu o nome de Alagoa do Monteiro.
O distrito de Alagoa do Monteiro foi criado pela Lei Provincial nº. 194, de 4 de setembro de 1865. A cidade foi sendo erguida à margem do Rio Paraíba, que nasce na Serra do Jabitacá, a 24 quilômetros da cidade. Tornou-se município por meio da Lei nº 457, de 28 de junho de 1872, com território desmembrado de São João do Cariri.

## Geografia
O Município de Monteiro, que fica a 319 quilômetros de João Pessoa, está localizado na Microrregião do Cariri Ocidental Paraibano, da qual é a parte mais característica. Limita-se ao Norte com o município de Prata (PB); Oeste, com Sertânia, Iguaracy e Tuparetama (PE); ao Sul, com São Sebastião do Umbuzeiro e Zabelê (PB); e, ao Leste, com Camalaú e Sumé (PB).
Com área de 1.009,90 km², Monteiro é o maior município do Estado. Possui bacia hidrográfica formada por um rio temporário, o Paraíba, e quatro açudes: Pocinhos, com capacidade para armazenar 5.900.00m³ de água; Poções, 29.106.000m³; São José, 3.000.000m ³; e Serrote, 3.000.000m³.
A vegetação nativa é a caatinga, que pode variar na área do município, em locais mais áridos com a presença marcante das cactáceas, com forte paisagem típica do Sertão espinhoso,  e em áreas serranas mais arbórea e florestal.

### Clima
O município está incluído na área geográfica de abrangência do semiárido brasileiro, definida pelo Ministério da Integração Nacional em 2005.  Esta delimitação tem como critérios o índice pluviométrico, o índice de aridez e o risco de seca.
Mesmo situada no sertão nordestino, possui um clima ameno, em relação às demais cidades sertanejas, a amplitude térmica é marca do lugar, com dias quentes, noites agradáveis com madrugada e alvorada frias, possui uma das menores mínimas do estado dentre as sedes municipais.
Nos meses próximos a julho, as mínimas da madrugada são comuns 17 °C que podem descer em casos isolados a 13 °C. Mesmo com temperaturas agradáveis a seca é presente e o índice pluviométrico é baixo, em torno de 650mm, podendo todavia haver anos chuvosos.
Monteiro detém o recorde de menor temperatura registrada na Paraíba, com temperatura mínima de 7,7 °C no dia 28 de julho de 1976, conforme dados do Instituto Nacional de Meteorologia (INMET), a partir de dezembro de 1962. A máxima recorde da cidade é de 37,6 °C no dia 3 de outubro de 1997. O recorde de precipitação acumulada em 24 horas foi registrado em 24 de dezembro de 1963, chegando a 174 mm, seguido por 134,2 mm em 24 de dezembro de 1977, 121,2 mm em 2 de abril de 2017, 107 mm em 18 de janeiro de 1965, 104,4 mm em 16 de março de 1967, 103,4 mm em 13 de maio de 2006 e 103,2 mm em 30 de março de 2016.
| Dados climatológicos para Monteiro                                                             | Dados climatológicos para Monteiro | Dados climatológicos para Monteiro | Dados climatológicos para Monteiro | Dados climatológicos para Monteiro | Dados climatológicos para Monteiro | Dados climatológicos para Monteiro | Dados climatológicos para Monteiro | Dados climatológicos para Monteiro | Dados climatológicos para Monteiro | Dados climatológicos para Monteiro | Dados climatológicos para Monteiro | Dados climatológicos para Monteiro | Dados climatológicos para Monteiro |
| Mês                                                                                            | Jan                                | Fev                                | Mar                                | Abr                                | Mai                                | Jun                                | Jul                                | Ago                                | Set                                | Out                                | Nov                                | Dez                                | Ano                                |
| ---------------------------------------------------------------------------------------------- | ---------------------------------- | ---------------------------------- | ---------------------------------- | ---------------------------------- | ---------------------------------- | ---------------------------------- | ---------------------------------- | ---------------------------------- | ---------------------------------- | ---------------------------------- | ---------------------------------- | ---------------------------------- | ---------------------------------- |
| Temperatura máxima recorde (°C)                                                                | 36,2                               | 36,4                               | 37,2                               | 35,8                               | 35,2                               | 34,2                               | 34,1                               | 34,8                               | 35,8                               | 37,6                               | 37,1                               | 36,6                               | 37,6                               |
| Temperatura máxima média (°C)                                                                  | 32,6                               | 32,2                               | 31,7                               | 30,7                               | 29,5                               | 28,1                               | 28                                 | 29,1                               | 31,1                               | 32,5                               | 33                                 | 33                                 | 31                                 |
| Temperatura média compensada (°C)                                                              | 25,8                               | 25,6                               | 25,4                               | 24,8                               | 23,7                               | 22,3                               | 22                                 | 22,4                               | 23,8                               | 25,1                               | 25,8                               | 26,1                               | 24,4                               |
| Temperatura mínima média (°C)                                                                  | 20,1                               | 20,1                               | 20,5                               | 20,1                               | 19,1                               | 17,7                               | 17,2                               | 16,6                               | 17,4                               | 18,9                               | 19,8                               | 20,3                               | 19                                 |
| Temperatura mínima recorde (°C)                                                                | 13,7                               | 14,7                               | 11,3                               | 10,3                               | 11                                 | 9,5                                | 7,7                                | 8,1                                | 9,9                                | 12,3                               | 12,2                               | 10,7                               | 7,7                                |
| Precipitação (mm)                                                                              | 58,7                               | 83,5                               | 113,3                              | 96                                 | 113,8                              | 48,2                               | 36                                 | 18,8                               | 7,8                                | 21,6                               | 15,6                               | 38,2                               | 651,5                              |
| Dias com precipitação (≥ 1 mm)                                                                 | 4                                  | 6                                  | 8                                  | 7                                  | 9                                  | 6                                  | 4                                  | 3                                  | 1                                  | 1                                  | 1                                  | 2                                  | 52                                 |
| Umidade relativa compensada (%)                                                                | 61,9                               | 66,6                               | 71,8                               | 76,2                               | 77,7                               | 78,4                               | 77,8                               | 70,9                               | 63,6                               | 60,1                               | 58,8                               | 60                                 | 68,7                               |
| Insolação (h)                                                                                  | 235,9                              | 212,2                              | 227,7                              | 210,9                              | 198,6                              | 181,2                              | 193,3                              | 231,4                              | 266,4                              | 280,7                              | 277,4                              | 247,6                              | 2 763,3                            |
| Fonte: INMET (normal climatológica de 1981-2010; recordes de temperatura: 01/12/1962-presente) |                                    |                                    |                                    |                                    |                                    |                                    |                                    |                                    |                                    |                                    |                                    |                                    |                                    |

## Universidades
O município de Monteiro conta com duas instituições públicas de ensino superior. O Centro de Ciências Humanas e Exatas da Universidade Estadual da Paraíba (UEPB - CCHE/Campus IV) está está localizado no centro da cidade e oferta cursos de graduação e pós-graduação lato-sensu. O CCHE também atua no desenvolvimento cultural da região promovendo ações e eventos em parceria com o Núcleo de Arte e Cultura Zabé da Loca.
O Campus do Instituto Federal de Educação, Ciência e Tecnologia da Paraíba (IFPB - Campus Monteiro) foi implantado no município em 2009 e está localizado no bairro de Vila Santa Maria, na saída da cidade para o município de Zabelê. O IFPB - Campus Monteiro oferece cursos superiores de graduação e pós-graduação, além de cursos técnicos nas modalidades integral e subsequente.

## Economia
Monteiro destaca-se também pela caprinocultura e ovinocultura, cujo grau de desenvolvimento está entre um dos mais altos[carece de fontes?] do Nordeste. Seus rebanhos também são um dos maiores da região,[carece de fontes?] além de ter animais com alta qualidade genética e criadores renomados nacionalmente[carece de fontes?].

## Futebol
A Sociedade Cultural Recreativo de Monteiro, conhecida popularmente como Socremo, é uma agremiação esportiva de Monteiro, no estado da Paraíba, fundada a 10 de outubro de 1968. . O "Gavião do Cariri" (como é conhecido) disputou o Campeonato Paraibano até 2000, quando foi rebaixado.
Em 2010, por estar em dívida com a Federação Paraibana de Futebol, a agremiação chegou a ser proibida de disputar qualquer competição, mesmo amistosos, campeonato amador ou categorias de base. O retorno da Socremo se deu num amistoso realizado no Estádio Feitosão contra o time da base do Náutico, que o derrotou por 3 a 1.

## Personalidades
Monteiro é a terra natal e de residência de Flávio José, um dos maiores intérpretes de forró do Nordeste e do Brasil. Nascido na cidade em 1 de Setembro de 1951, possui diversas músicas e discos publicados, sendo presença sempre marcante nas festas juninas de Campina Grande e tantas outras cidades do Nordeste e do Brasil.

## Comunicação

### Canais de TV aberta no município
- 05 - TV Correio (RecordTV)
- 09 - TV Paraíba (Rede Globo)
- 11 - TV Tambaú (SBT)
- 13 - RedeTV
- 14 - TV Itararé (TV Cultura)
- 27 - Rede 21 (TV Universal)

#### Em implantação
Analógicos
- 02 - Rede Minas (TV Brasil/TV Cultura)
- 16 - TV Correio (RecordTV)
- 17 - TV Borborema (SBT)
- 27 - Rede Século 21
- 28 - NGT (TV Plenitude)
- 32 - NGT (TV Plenitude)
- 42 - TV Cachoeira (TV Novo Tempo)

Digitais
- 9.1 (22) - TV Paraíba Digital (Globo HD)
- 24.1 (24) - TV Miramar Digital (TV Cultura HD)

### Emissoras de rádio do município

#### FM
- 97.5 - Monteiro FM
- 104.9 - 104 FM Imprensa

- 93.9 - Santa Maria FM (Correio Sat)

#### Em implantação
- 93.9 - Santa Maria FM (Correio Sat)